# Motoren (Walzer)
Motoren ist ein Walzer von Johann Strauss Sohn (op. 265). Das Werk wurde am 10. Februar 1862 im Sofienbad-Saal in Wien erstmals aufgeführt. 